# Что за люди
«Что за люди» (англ. You People) — американская романтическая комедия Кенья Берриса 2023 года по совместному сценарию Берриса и Джона Хилла. Режиссёрский дебют Берриса.

## Сюжет
Эзре 35 лет и он до сих пор одинок. Он работает брокером, а в свободное время ведёт подкаст о поп-культуре. Однажды Эзра случайно знакомится с девушкой по имени Амира. Навигатор направляет её к зданию, в котором работает Эзра, а тот садится к ней в машину, думая, что это его водитель Uber. Эзра хочет извиниться и приглашает Амиру в кафе. Несмотря на свои различия у обоих появляется симпатия друг к другу. Дело в том, что Эзра — еврей, а Амира — чернокожая, к тому же ещё и дочь набожных родителей-мусульман.
Через полгода отношений Эзра наконец доходит до того, чтобы познакомить Амиру со своими родителями. Происходит процесс неловкого знакомства. Родители Эзры богатые и живут в большом доме. Его мама Шелли пытается быть «крутой» и «прогрессивной». Она рассуждает о жестокости полиции и движении Black Lives Matter, упоминает, что её дочь лесбиянка. Папа Арнольд знает разве что рэпера Экзибита, поэтому старается упомянуть его.
Эзра собирается сделать Амире предложение. Перед этим он приглашает её родителей Акбара и Фатиму в кафе, чтобы обсудить это. Эта встреча также не задаётся. Родители Амиры смотрят на такой выбор своей дочери с подозрением и недоверием. Эзра же изо всех сил пытается понравиться им. Дома Эзра всё же делает Амире предложение. Попутно он решает уйти со своей хорошей работы, чтобы посвятить себя тому к чему у него лежит душа — подкастам.
Следующий этап — знакомство родителей друг с другом. Всё опять идёт наперекосяк. Разговор почти сразу перетекает в споры о Холокосте и рабстве. Акбар с симпатией относится к лидеру «Нации ислама» Луису Фаррахану. Тот даже подарил Акбару свою куфи. Родители Эзры также знают о Фаррахане, особенно о его антисемитских взглядах. Шелли случайно поджигает куфи Акбара.
Эзра и Амира пробуют провести время с родителями друг друга. Эзра проводит время с Акбаром, а Амира с Шелли. Акбар отводит Эзру в парикмахерскую в чёрном районе, а затем на баскетбольную площадку. Несмотря на свою неуклюжесть, играть в баскетбол у Эзры получается. Тем временем Шелли ведёт Амиру в спа-салон. Шелли периодически демонстрирует своё невежество, ставя Амиру в неловкое положение.
Эзра отправляется со своими друзьями на мальчишник в Лас-Вегас, но к ним неожиданно присоединяется и Акбар. Из-за этого Эзра не может принять участие в веселье и просто всё время сидит с каменным лицом. Тем не менее, Акбар узнаёт о прошлых проделках Эзры, например, что тот употреблял кокаин. На девичнике в Палм-Спрингс в неловкие ситуации попадает Шелли. Она невольно делает расистское замечание во время игры в «Виселицу» и случайно срывает парик с одной из подруг Амиры.
Предсвадебный репетиционный ужин проходит в целом нормально, но пообщавшись наедине с Акбаром и Шелли, Эзра и Амира приходят к выводу, что их браку будет очень сложно. Пара решает расстаться и отменяет свадьбу.
Проходит три месяца. Акбар слушает подкаст Эзры, где тот рассуждает об отношениях между белыми и чернокожими. Эзра приходит к выводу, что эти люди слишком разные и никогда не смогут понять друг друга как бы они ни старались. Акбар решает связаться с Шелли. Под предлогом похода по магазинам они организуют встречу Эзры и Амиры. Далее родители приносят свои извинения. Акбар извиняется перед Эзрой, а Шелли перед Амирой. Эзра и Амира заходят в магазин, но тот оказывается лишь прикрытием для свадебной церемонии, где их уже ждут гости, а также раввин с имамом.

## В ролях
- Джона Хилл — Эзра
- Лорен Лондон — Амира
- Дэвид Духовны — Арнольд
- Ниа Лонг — Фатима
- Джулия Луи-Дрейфус — Шелли
- Эдди Мерфи — Акбар
- Сэм Джей — Mo
- Трэвис Беннетт — Омар
- Молли Гордон — Лиза
- Дион Коул — Деметриус
- Андреа Сэвадж — Бекка
- Эллиотт Гулд — мистер Гринбаум
- Реа Перлман — Бабби
- Майк Эппс — дядя Эй Джей
- Ла Ла Энтони — Шаэла
- Янг Майами — Тиффани
- Хадиджа Хакк — Рене
- Брайан Гринберг — Исаак
- Джордан Фёрстман — Дэнни
- Эндрю Шульц — кузен Ави
- Мэтт Уолш — Дон Вуд
- Эмили Эрлук — Ким Глассман
- Хэл Линден — мистер Гринвальд
- Винни Холцман — миссис Гринвальд
- Ричард Бенджамин — доктор Грин
- Даг Холл — Крис
- Энтони Андерсон — парикмахер
- Ким Уитли — тётя Надин

## Выпуск и приём
Фильм был выпущен в ограниченный прокат 20 января 2023 года, а 27 января стал доступен на сервисе Netflix.
Фильм получил смешанные отзывы. На сайте Rotten Tomatoes его рейтинг «свежести» составляет 40 %. Консенсус критиков сайта гласит: «Выдающийся актёрский состав и большой комедийный потенциал, но и то и другое в основном потрачено впустую. Фильм колеблется между социальным комментарием и романтической комедией, не посвящая себя полностью ни тому, ни другому». На Metacritic у фильма 50 баллов из 100.
По мнению Кристиана Зилко из IndieWire Кенья Беррис «заслуживает похвалы за то, что с одинаковой самозабвенностью высмеивает белый псевдолиберализм и чёрный антисемитизм». Им была также отмечена игра Эдди Мерфи. Брайан Таллерико с сайта RogerEbert.com поставил фильму 1 звезду из 4. По его мнению, фильм не выглядит правдиво, а его шутки поверхностные. На Blu-ray.com отметили, что фильм похож на ситком о неловкости. В The Forward фильм раскритиковали за антисемитизм и подыгрывание теориям заговора о евреях. Израильские издания также критиковали фильм. Многие рецензенты в связи с этим фильмом вспоминали фильм 1967 года «Угадай, кто придёт к обеду?».
Журнал Rolling Stone включил фильм в свой «Топ-10 худших фильмов 2023 года».